# Jiří Loewy
Jiří Loewy (13. července 1930, Rumburk – 1. ledna 2004, Wuppertal) byl český novinář, publicista a politik.
V letech 1978 až 1989 byl vydavatelem a šéfredaktorem exilového Práva lidu. V letech 1989 až 1995 byl generálním tajemníkem exilové ČSSD.

## Život
V letech 1947 až 1948 působil jako krajský tajemník sociálně demokratické mládeže a redaktor deníku „Stráž severu“ v Liberci. Nesouhlasil se sloučením sociální demokracie s KSČ. V roce 1949 odsouzen za údajné pobuřování a „sdružování proti státu“ k 6 letům odnětí svobody. Byl vězněn v České Lípě, na Pankrácí, na Borech a na Mírově a déle než 3 roky v různých ve vězeňských táborech jáchymovských dolů. V květnu 1953 byl jako těžce nemocný propuštěn na amnestii.
V srpnu 1969 emigroval s manželkou a dvěma dětmi do Rakouska. V letech 1970 až 1988 pak pracoval pro koncern „Akzo" v Arnhemu, poté ve Wuppertalu.
Od roku byl 1975 členem představenstva a od roku 1989 také ústředním tajemníkem exilové ČSSD.
V letech 1978 až 1989 vydával a řídil Právo lidu, v němž otiskl příspěvky několika stovek českých autorů.
Od 1990 žil střídavě ve Wuppertalu a v Praze. Od konce 90. let publikoval komentáře a fejetony v deníku Lidové noviny.
V roce 2002 mu prezident Václav Havel udělil Medailí za zásluhy o Českou republiku.
V roce 2002 se spolu Lubošem Palatou a Janou Lorencovou stal laureátem Ceny Ferdinanda Peroutky.

## Výběrová bibliografie
- Kolik druhů sýra potřebuje člověk?. 1. vyd. Praha: Akropolis, 2004. 193 s. ISBN 80-7304-049-2.
- Úseky polojasna: vzpomínky Jiřího Loewyho. Vyd. 1. Praha: Nakladatelství Lidové noviny, 2005. 259 s. ISBN 80-7106-734-2.